# Schron przed Sową I
Schron przed Sową I – jaskinia, a właściwie schronisko, w Dolinie Kościeliskiej w Tatrach Zachodnich. Wejście do niej znajduje się w skałkach na północ od Sowy, w pobliżu Schronu przed Sową II, na wysokości 1034 metrów n.p.m. Długość jaskini wynosi 7,5 metrów, a jej deniwelacja 2,7 metrów.

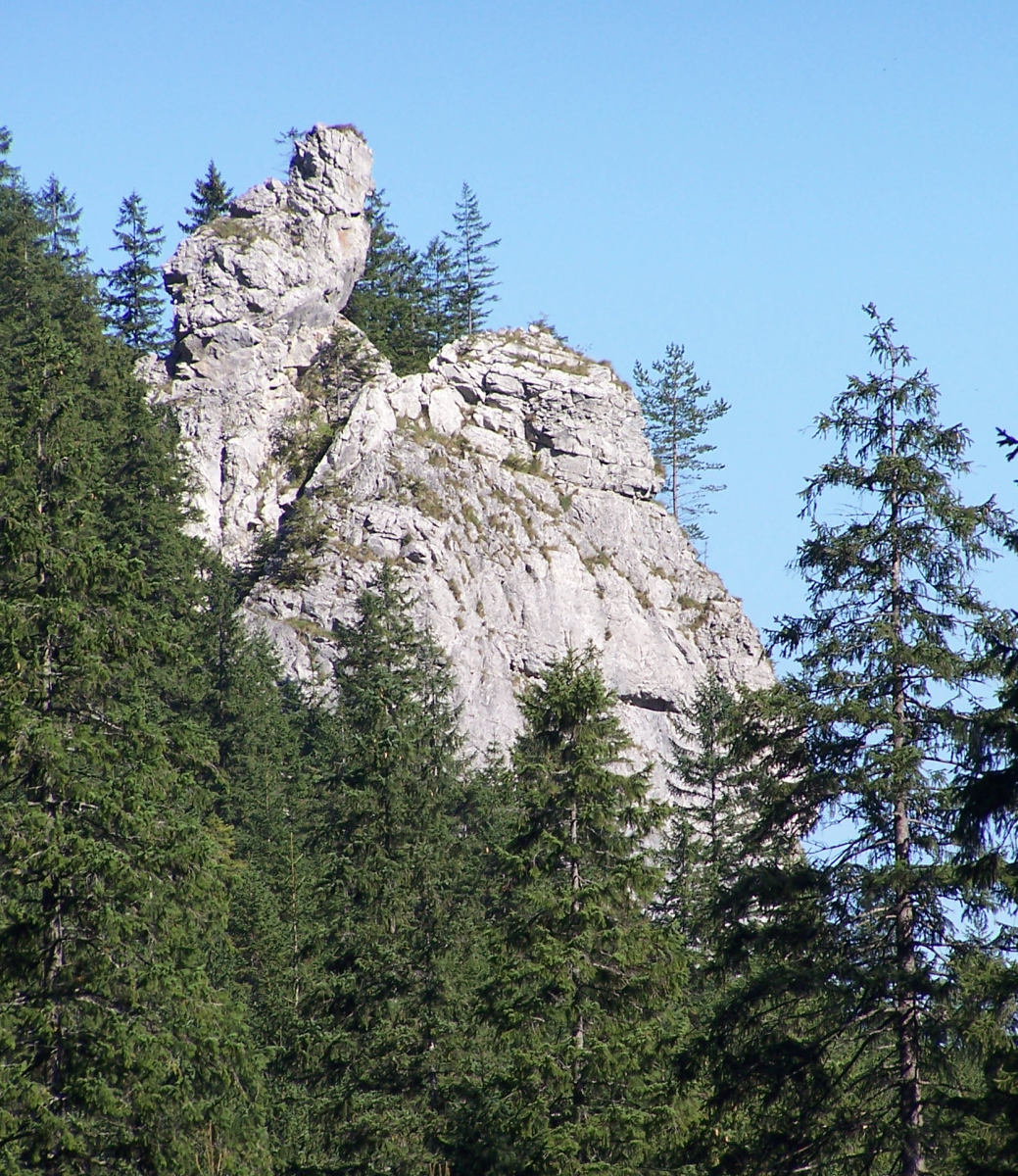
Skała Sowa w Dolinie Kościeliskiej

## Opis jaskini
Jaskinię tworzy idący do góry, prosty korytarz zaczynający się w dużym otworze wejściowym.

## Przyroda
W jaskini nie występują nacieki. Ściany są suche, brak jest na nich roślinności. 

## Historia odkryć
Brak jest danych o odkrywcach jaskini. Jej pierwszy plan i opis sporządziły E. Głowacka i I. Luty przy pomocy B. Nowickiej i K. Pohoskiego w 1978 roku.